# Hultasjön, Ale kommun
Hultasjön är en sjö i Kilanda socken i Ale kommun i Västergötland och ingår i Göta älvs huvudavrinningsområde. Sjön är 21 meter djup, har en yta på 0,0906 kvadratkilometer och befinner sig 114 meter över havet. Hultasjön ligger på gränsen mellan vildmarksområdet Risveden och skogsområdet Alefjäll och avvattnas av Röbackaån som når Göta älv via Forsån som rinner ut i Grönån strax väster om Skepplanda i Skepplanda socken.
Hultasjön ligger vid småorten Hult. Sjön har en anlagd badplats med en u-formad brygga.. Det finns planer på att bygga en vindkraftverksanläggning i närheten av sjön.

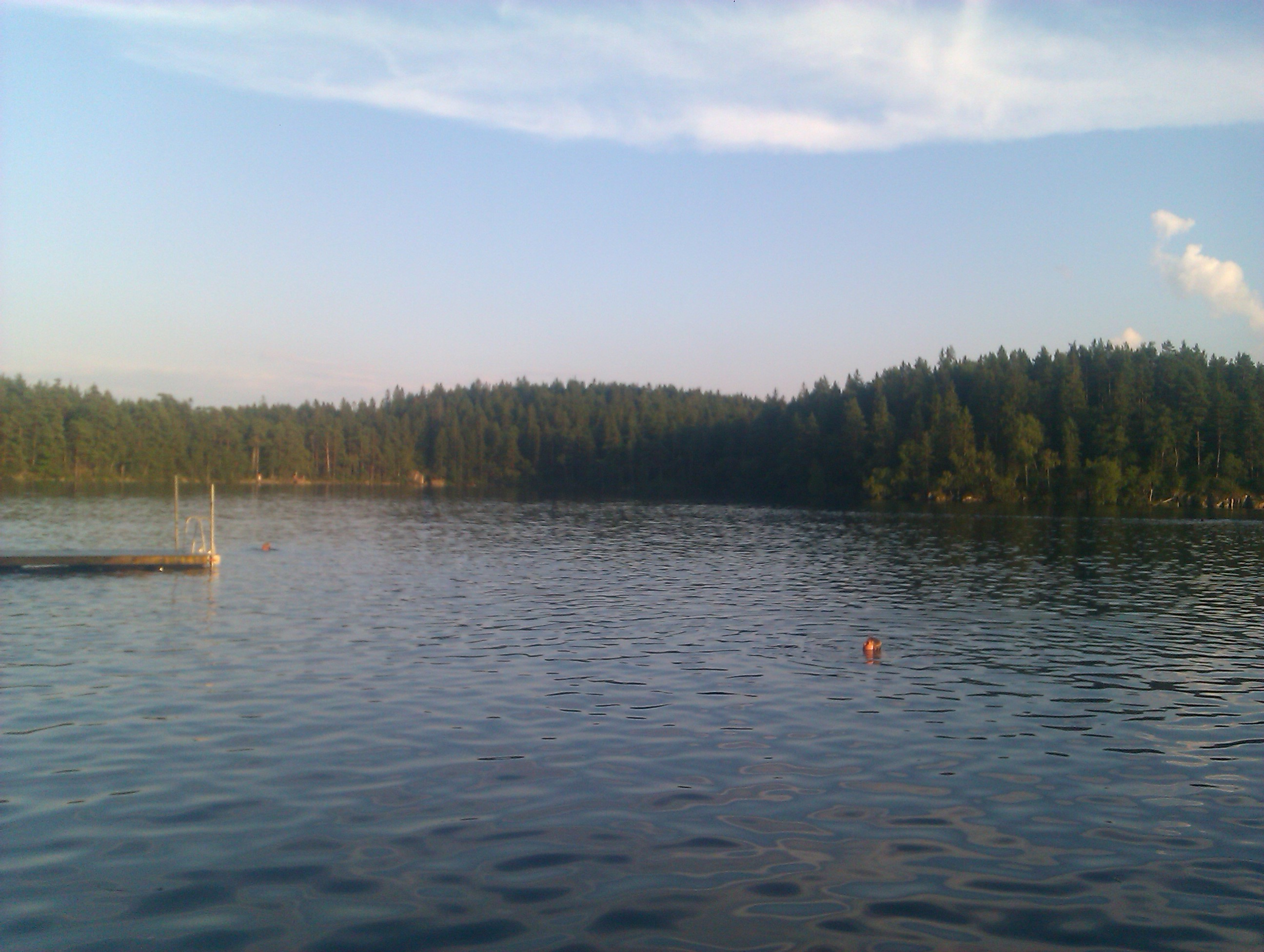
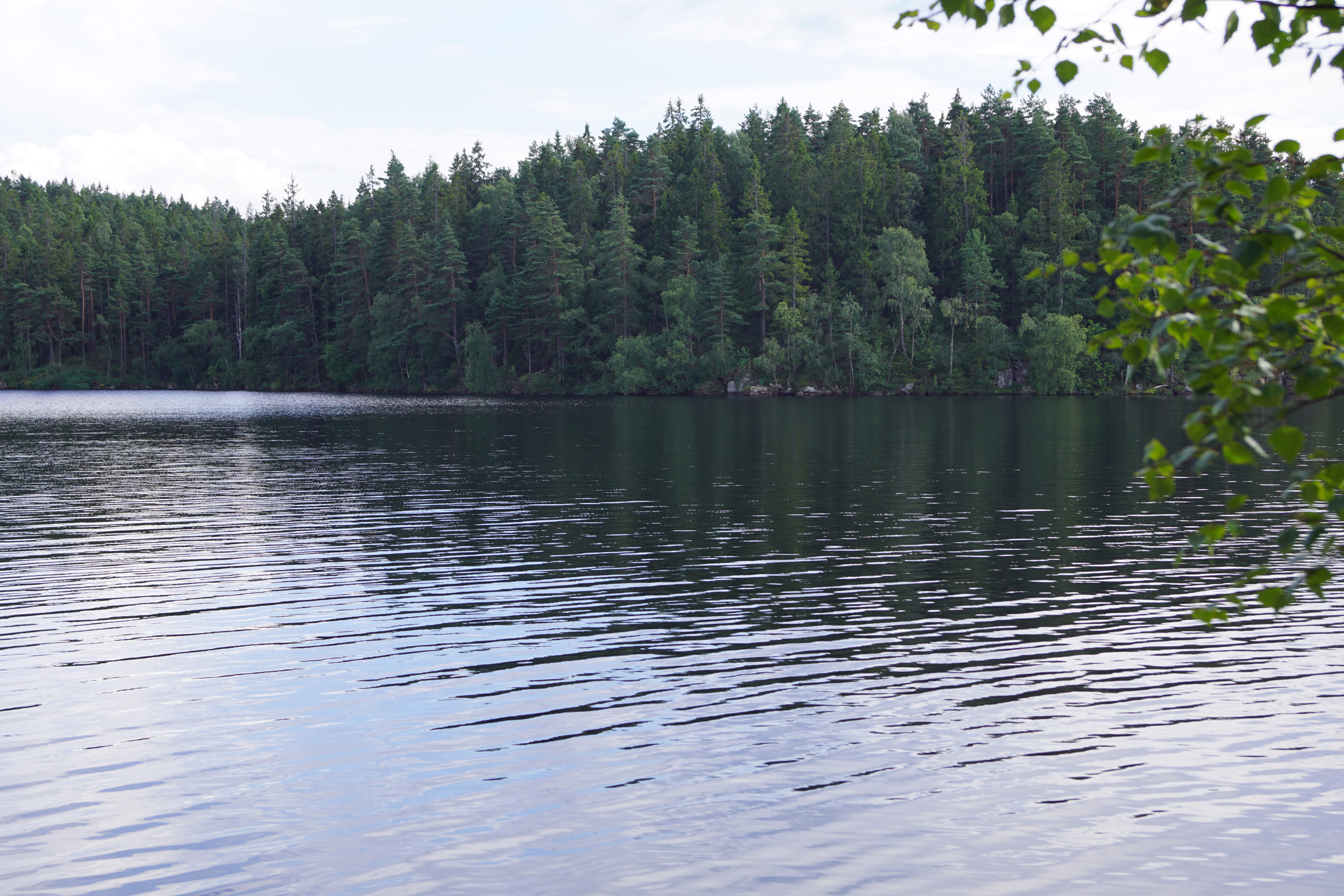